# Rebodepó
Rebodepó es una aldea situada en la parroquia de Soutipedre, del municipio español de Manzaneda, en la provincia de Orense, Galicia.

## Demografía
| Gráfica de evolución demográfica de Rebodepó entre 2000 y 2019 |
|                                                                |
| Datos según el nomenclátor publicado por el INE.               |